# 田村K-1
田村K-1（たむらけーわん、1976年11月14日 - ）は、日本の俳優。和歌山県生まれ。血液型はO型。 身長170cm、体重68kg。

## 来歴
神戸大学演劇サークルはちの巣座出身。
2004年に伊藤えん魔主宰の劇団「ファントマ」に入団。以後、同劇団の全作品に出演。 外部客演や大衆演劇等でも活躍。

## 主な出演作品

### 舞台
2004年
- ファントマ　「Claw Glow」
- 劇団珈琲　「村は夏、全員ハンサム。」
- ファントマ　「ジョリー・ロジャー」
- ファントマ　「三蔵」

2005年
- ファントマイベント　「プチトマ」
- ファントマ　「マント」
- 市川おもちゃ劇団（大衆演劇）
- ファントマ　「えん魔版曽根崎心中」
- ファントマ　「サイボーグ侍」

2006年
- ファントマ　「クレオパトラ」
- ファントマ　「えん魔版曽根崎心中」
- ファントマ　「Red River Valley」
- 51会　　　　「頭脳世界フジオ」
- 市川おもちゃ劇団（大衆演劇）

2007年
- ファントマ　「エンジェルダスト」
- 市川おもちゃ劇団（大衆演劇）
- ファントマ　「楊貴妃の漢方薬」
- HEAVEN'S BRIDGE SYSTEM 　「フラジャイル・グリーン」
- 劇団ゲキハロ　「リバース！　〜私の体どこですか？」
- ファントマ　「えん魔版曽根崎心中」

2008年
- ファントマ　「えん魔版曽根崎心中」
- ファントマ　「イエス斬り捨て」
- ホラーイベント　「一心寺恐怖百物語」
- collect-collection 　「夢十夜ナイト」

2009年
- ファントマ　「ジョリー・ロジャー」
- パプリカン・ポップ　「白のペチカ」
- 伊藤えん魔プロデュース　「悪いヒトたち。」
- 伊藤えん魔プロデュース　「負け犬イレブン」
- リリーエアライン　「嶋田綾子リサイタルVer.1〜星に願えば〜」

2010年
- 伊藤えん魔プロデュース　「モテハン・オンライン」

### ラジオ
- 伊藤えん魔のAMam（ABCラジオ）
- ドラマの風（MBSラジオ）

### その他
MBSイベント　オーサカキング　パフォーマー 